# Niphona proxima
Niphona proxima är en skalbaggsart som beskrevs av Stefan von Breuning 1938. Niphona proxima ingår i släktet Niphona och familjen långhorningar. Inga underarter finns listade i Catalogue of Life.